# Cheswill Johnson
Pour les articles homonymes, voir Johnson.
Cheswill Johnson, né le 30 septembre 1997, est un athlète sud-africain, spécialiste du saut en longueur.

## Biographie
Le 1er février 2020 il saute à 8,20 m à Johannesburg.
Le 27 février 2021, à Pretoria, Cheswill Johnson, étudiant à l'université de Johannesbourg, améliore son record personnel en atteignant la marque de 8,26 m. Aux Jeux olympiques, il échoue en qualifications sans réussir de saut valide.
Lors des championnats d'Afrique 2022, à Saint-Pierre, Cheswill Johnson se classe deuxième du concours de la longueur, derrière le Botswanais Thalosang Tshireletso, avec un saut à 7,78 m ; il est également médaillé d'argent du relais 4 x 100 mètres.
Il est médaillé d'or du saut en longueur aux Championnats d'Afrique d'athlétisme 2024 à Douala.

## Palmarès
| Date | Compétition                    | Lieu         | Résultat | Épreuve          | Marque  |
| ---- | ------------------------------ | ------------ | -------- | ---------------- | ------- |
| 2018 | Championnats d'Afrique         | Asaba        | 5e       | 110 m haies      | 7,86 m  |
| 2022 | Championnats du monde en salle | Belgrade     | 5e       | 110 m haies      | 8,14 m  |
| 2022 | Championnats d'Afrique         | Saint-Pierre | 2e       | Saut en longueur | 7,78 m  |
| 2022 | Championnats d'Afrique         | Saint-Pierre | 2e       | 4 x 100 m        | 39 s 79 |
| 2024 | Championnats d'Afrique         | Douala       | 1er      | Saut en longueur | 7,78 m  |

## Records
| Épreuve          | Marque  | Lieu                        | Date                      |
| ---------------- | ------- | --------------------------- | ------------------------- |
| Saut en longueur | 8,26 m  | Pretoria                    | 27 février 2021           |
| 100 m            | 10 s 18 | Potchefstroom Johannesbourg | 30 mars 2023 27 mars 2024 |
| 200 m            | 20 s 66 | Johannesbourg               | 27 mars 2024              |